# Духанинский стекольный завод
Духанинский стекольный завод — первый в России стекольный завод. Построен в 1639 году, закрыт после 1721 года.

## История
Стекольный завод был построен и оборудован в селе Духанино на реке Истре. Основателями предприятия стали шведский пушечный мастер Юлиус (в России — Юлий или Елисей) Койет, прибывший в Москву в 1630 году, и немец П. Кункель, приглашённый Койетом в 1632 году. В 1632 году компаньоны выбрали место для постройки завода, а в 1634 году Койету была пожалована грамота на устройство стекольного завода с освобождением от оброка на 15 лет. Однако вскоре Юлий Койет скончался, и непосредственной постройкой завода руководил его сын А. Койет. В 1636 году он пригласил пятерых иностранных квалифицированных мастеров, и к 1639 году завод был построен.
Долгое время, как минимум до 1646 года, производство не удавалось наладить, несмотря на приглашение ещё нескольких мастеров из-за границы. Однако затем, после выписки литовских и украинских мастеров, дело сдвинулось и завод проработал без изменений в управлении до 1660 года. Вероятно, это обясняется тем, что последние приглашённые мастера, собственно, и были стеклодувами, тогда как остальные — специалистами по заводскому строительству и обустройству печей.
После смерти Койета, Духанинский завод перешёл в управление его наследников.

## Производство
Изделий Духанинского завода не сохранилось — только обломки на месте археологических раскопок. Качество их невысокое, стекло зеленоватого оттенка, грубое, что подтверждается и современниками:

В Духанине выдувают только грубое стекло, а именно оконное и различные скляницы, которые тогда, когда они там готовы, большею частью зимой, а именно ежегодно от 80000 до 90000 отправляются для продажи в Москву.

Известно также, что завод принимал заказы на аптекарскую посуду. Для XVII века объём производства был весьма значительным.
Высказывались предположения, что помимо технических изделий, завод мог выпускать и художественные. В частности, Е. П. Смирнова к таким относит сосуд жёлто-зелёного стекла, выполненный в гутной технике, из собрания П. И. Щукина, находящийся в собрании Государственного исторического музея.